# I Saw Her Standing There
I Saw Her Standing There è una canzone scritta da John Lennon e Paul McCartney ed è il brano di apertura dell'album di debutto dei Beatles, Please Please Me del 1963.
Il 26 dicembre 1963, negli Stati Uniti la Capitol Records ha pubblicato I Saw Her Standing There come lato B di I Want to Hold Your Hand ed il 18 gennaio 1964 il disco ha raggiunto la prima posizione delle classifiche americane rimanendovi per sette settimane consecutive. Il brano è entrato nella classifica Hot 100 di Billboard l'8 febbraio 1964, rimanendovi per 11 settimane e raggiungendo la 14ª posizione.
La canzone è stata inoltre inclusa nei primi due album americani dei Beatles, Introducing... The Beatles, pubblicato dalla Vee Jay Records il 10 gennaio 1964 e Meet the Beatles!, pubblicato dalla Capitol Records appena dieci giorni dopo.

## Composizione
La canzone è stata scritta dalla coppia Lennon/McCartney,  anche se l'idea iniziale è stata di quest'ultimo ed il titolo era inizialmente Seventeen. Paul McCartney racconta di aver concepito il brano mentre era in auto, di ritorno da un concerto a Southport, nel Merseyside e di averlo completato nella sua casa di Forthlin Road nel settembre del 1962. McCartney ha detto a tal proposito: «Avevo scritto 'She was just seventeen' e poi 'Beauty queen'. Quando l'ho mostrata a John, è scoppiato in una risata ed ha detto "Stai scherzando, vero?"». «È stata una delle prime volte in cui John mi ha detto "Che cosa?? Devi cambiare quella strofa..."». Il testo della canzone è stato scritto su un quaderno per esercizi del Liverpool Institute. Nel libro Remember, scritto da Mike McCartney, fratello di Paul, si può vedere una fotografia in cui John Lennon e Paul McCartney scrivono la canzone mentre strimpellano la chitarra e leggono il quaderno. McCartney ha inoltre ammesso di aver copiato la parte del basso direttamente dalla canzone di Chuck Berry I'm Talking About You del 1961.

## Registrazione
La canzone è stata registrata agli Abbey Road Studios l'11 febbraio 1963 durante la sessione di registrazioni che produsse 10 delle 14 canzoni di Please Please Me. I Beatles non erano presenti al missaggio finale del 25 febbraio 1963, cosa abbastanza usuale a quel tempo.
Nell'album la canzone comincia con un "one, two, three, FOUR!" di McCartney (che lo pronuncia 'one-two-three-FAH!'). Di solito questi attacchi vengono eliminati nel missaggio finale ma in questo caso il produttore George Martin lo trovò particolarmente vivace e decise di lasciarlo anche perché dava inizio all'album con una vena ottimistica. Il giornalista musicale Richard Williams ha commentato che questa introduzione piuttosto teatrale dell'album di debutto è stimolante tanto quanto quella di Blue Suede Shoes ('Well, it's one for the money, two for the show…'), canzone d'apertura del primo album di Elvis Presley pubblicato sette anni prima. Da notare che nella versione presente nell'album Introducing... The Beatles uscito negli Stati Uniti, dalla canzone è stata eliminata la prima parte dell'attacco ('One, two, three...') per cui il brano comincia con 'FOUR!'
George Martin inizialmente aveva pensato di registrare tutto l'album Please Please Me dal vivo al Cavern ed era andato nel noto club di Liverpool per sperimentare personalmente il fenomeno Beatles. Alla fine dati i tempi ristretti venne deciso di registrare l'album negli studi EMI di Abbey Road.
La Capitol Records ha ristampato I Saw Her Standing There due volte negli anni settanta, l'11 giugno 1976 nella compilation Rock 'n' Roll Music, e nel dicembre 1978 come brano d'apertura del box set The Beatles Collection.

## Cover
- Nel 1974 John Lennon e Elton John hanno eseguito un duetto live del brano. Questa versione è uscita come lato B del singolo di Elton John Philadelphia Freedom ed è stata poi inclusa nei box set To Be Continued..., sempre di Elton John, e in quello di Lennon, Lennon Box Set. In questa versione Lennon introduce il brano in questo modo: «Voglio ringraziare Elton e i ragazzi per questa serata. Abbiamo provato a pensare ad un numero col quale finire e andarcene, e abbiamo pensato di fare un numero di un mio vecchio fidanzato chiamato Paul. Questa è una canzone che non ho mai cantato, è un vecchio numero dei Beatles e lo conosciamo appena.»
- Paul McCartney ha incluso I Saw Her Standing There negli album live Tripping the Live Fantastic del 1990, Back in the U.S. del 2002 e Back in the World del 2003. Nel 1987, ha registrato una nuova versione per l'album CHOBA B CCCP, lasciandola alla fine tra gli outtakes.
- Gli Who hanno registrato una versione per il film The Kids Are Alright in cui il brano è cantato da Keith Moon. Comunque questa versione non compare nel film né nella colonna sonora ma è disponibile solo in alcuni bootleg. Un'altra versione è stata suonata nel loro Farewell Tour del 1982 con John Entwistle alla voce, compresa una performance allo Shea Stadium.
- Daniel Johnston ha composto una reinterpretazione di I Saw Her Standing There nell'album Continued Story/Hi How Are You?
- Nel 1988, Tiffany ha pubblicato il singolo I Saw Him Standing There, incluso poi nell'album di debutto, Tiffany.
- Santo & Johnny hanno fatto una versione (con la presenza di una steel guitar) in un album di canzoni dei Beatles.
- Nel 1977, The Tubes hanno incluso una reinterpretazione di I Saw Her Standing There nel loro CD live What Do You Want From Live.
- Il cantautore californiano Carmaig de Forest ha registrato una versione acustica nella sua cucina nel 1991. A circa metà del brano, la canzone diventa Julie Among the Redwoods, una sua composizione, ma ritorna I Saw Her Standing There alla fine.
- Peter Grant ha composto una versione jazz del brano in un suo album del 2005.
- Il gruppo pop punk Allister ha composto una reinterpretazione nell'EP Guilty Pleasures, uscito solo in Giappone nel 2006.